# Euproctis canescens
Euproctis canescens är en fjärilsart som beskrevs av Rothschild 1920. Euproctis canescens ingår i släktet Euproctis och familjen tofsspinnare. Inga underarter finns listade i Catalogue of Life.